# Односи Србије и Централноафричке Републике
Односи Србије и ЦАР су инострани односи Републике Србије и Централноафричке Републике.

## Билатерални односи
Дипломатски односи између Србије (ФНРЈ) и ЦАР су успостављени 1960. год.

### Политички односи
Званична посета МСП и Дачића Бангију реализована је марта 2018. Председник Централноафричке Републике Фостена Арканжа Туадеру посетио је Београд крајем фебруара 2024.

### Економски односи
- У 2020. ивоз из наше земље износио је 286 000 долара, а увоз у Србију 42 000 УСД.
- У 2019. извезли смо робе вредне 560 000 УСД, а увезли за једва нешто преко 5 000 долара.
- У 2018. извоз из Србије износио је само 12 000 долара, а увоз у нашу земљу 60 000 УСД.[2][3]

### Бивши дипломатски представници

#### У Београду
- Жан-Мишел Банзо, амбасадор
- Жан-Пол Мокодопо, амбасадор, 1970—1973.
- Кристоф Меду, амбасадор

#### У Бангију
- Спиридон Петровић, амбасадор, 1984—
- Тихомир Стојановић, амбасадор, 1977—1980.
- Џавид Емини, амбасадор, 1972—